# جوناثان ميتشيل
جوناثان ميتشيل (بالإنجليزية: Jonathan Mitchell) (24 نوفمبر 1994 المملكة المتحدة - ) هو لاعب كرة قدم بريطاني يلعب كحارس مرمى.

## روابط خارجية
- جوناثان ميتشيل على موقع قاعدة بيانات كرة القدم.إي يو (الإنجليزية)
- جوناثان ميتشيل على موقع Soccerbase.com (لاعب) (الإنجليزية)
- جوناثان ميتشيل على موقع Soccerway.com (الإنجليزية)